# Austria (amerikadamper)
S/S Austria var et dampskib tilhørende Hamburg America Line, der sank i Nordatlanten den 13. september 1858 i en af de værste skibskatastrofer i 1800-tallet. Ved forliset omkom 471 passagerer og besætningsmedlemmer.
S/S Austria blev bygget på værftet Caird & Co. i Greenock i Skotland og blev søsat den 23. juni 1857. Hun var 320 fod lang (97,5 m) og 40 fod (12,2 m) bred og havde tre master. Hun havde en størrelse på 2.386 BRT og 1.622 NRT og var endvidere udstyret med en dampmaskine, der drev en enkelt skibsskrue.
Skibet blev oprindeligt chartret af den britiske regering til at fragte tropper til Indien, men efter et motorhavari blev chartret efter få måneder opsagt, og hun blev herefter overtaget af Hamburg America Line den 1. maj 1858, hvor efter hun blev indsat på den transatlantiske rute mellem Hamborg og New York City.

## Forliset
Den 1. september 1858 sejlede SS Austria fra Hamborg på sin tredje rejse til New York City under kaptajn F. A. Heydtmanns kommando. Den 13. september ca. kl. 12.00 på koordinaterne 45°01′N 41°30′V / 45.017°N 41.500°V skulle der foretages afgasning af skadedyr på et nedre dæk ved afbrænding af tjære. Der opstod i den forbindelse en brand, der spredte sig. Der var en kraftig vind på Nordatlanten og vinden medvirkede til, at ilden spredte sig hurtigt. Besætningen misten hurtigt kontrollen med skibet, der fortsatte med halv kraft, men uden styring. Adskillige passagerer måtte springe i havet for at undgå flammerne.
Det lykkede nogle passagerer at undslippe ved hjælp af redningsbådene. De der overlevede blev næste dag samlet op af den franske bark Maurice og af norske Catarina.

## Omkomne
Det præcise antal ombordværende er ikke klart, og tal for omkomne og overlevende svinger. Skibsværftets database over værftets skibe angiver 538 ombordværende og blot 67 overlevende. Ombord på skibet var flest emigranter, der rejste fra Europa til Amerika, men også en række øvrige personer, herunder chefdirigenten for New York Philharmonic Theodore Eisfeld og H.C. Andersens veninde Henriette Wulff (født 1804). Begge omkom.
Ved efterretningen om Henriette Wulffs død skrev H.C. Andersen et mindedigt om hende, der blev trykt i Dagbladet den 22. oktober 1858.
Katastrofen gjorde så stærkt et indtryk på H.C. Andersen, at dette antagelig er grunden til, at han aldrig, trods indstændige opfordringer, lod sig overtale til at besøge USA.[kilde mangler]